# قارچ سفیدک سطحی انگور
قارچ سفیدک سطحی انگور (نام علمی: Erysiphe necator) نام یک گونه از subdivision قارچ‌های فنجانی است.